# Combix Ústí nad Labem
Combix Ústí nad Labem je nejstarší český futsalový klub sídlící v Ústí nad Labem, hrající od sezóny 2013/14 druhou celostátní futsalovou ligu - skupinu Západ. Klub byl založen v roce 1972 a je tak nejstarším dosud aktivním futsalovým klubem v republice. V roce 1993 se klub stal zakládajícím členem první pravidelné celostátní ligy. V té vydržel až do sezóny 1998/99 kdy sestoupil z nejvyšší soutěže.
Mezi největší klubové úspěchy patří sedmiletá účast v nejvyšší soutěži (1993 - 1998/99). Dvakrát bronzové umístění na závěrečném turnaji Poháru FAČR (1994/1995 a 1996/1997). Dále pak vítězství v krajském poháru FAČR v sezóně 2012/13, díky čemuž klub postoupil do závěrečné fáze Poháru FAČR, a vítězství v okresním poháru FAČR (sezóny 2013/14 a 2014/15).
V dřívější historii, před pravidelnou soutěží ve futsalu se každý rok hrálo Československé národní finále v malé kopané. Největších úspěchů se dosáhlo v roce 1986 (3. místo) a 1988 (2. místo). Pravidelný účastník Poháru Mistrů Městských Lig, kde dosáhl na několik výher.
Klub měl v historii v kádru i několik reprezentantů ať už v malé kopané nebo později ve futsale. Byli jimi Jiří Čmejla, Luboš Jelínek, Jan Hrubeš a Jan Dašek. Dres Combixu oblékali například i ligový fotbalisté jako Petr Fousek, Miroslav Rada, Jan Martykán, Tomáš Česlák.
Ve strukturách klubu se poprvé v sezoně 1995/1996 objevilo béčko. To do sezony 1999/2000 nastupovalo pravidelně v Ústeckém krajském přeboru nebo Divizi. Po sezoně 2000/2001 kdy tým nastupuje v Ústeckém okresním přeboru se jeho existence ruší. Béčko znovu ožívá spojením s týmem Chaloupka Ústí nad Labem v ročníku 2009/2010. Postupně se prokousalo z 1.třídy v Ústí nad Labem až do Ústeckého krajského přeboru, který hraje od sezony 2014/2015.
Dalším týmem v klubu je céčko. To vzniklo pro sezonu 2012/2013 spojením s mužstvem 2.třídy v Ústí nad Labem Elprou. Céčko ve své premiérové sezoně vyhrává svou soutěž a od sezony 2013/2014 hraje 1.třídu v Ústí nad Labem.
Na jaře sezony 2014/2015 vzniká déčko. To startuje ve 4.třídě v nejnižší Ústecké okresní soutěži.
Nejnovějším přírůstkem v klubu je juniorský tým do devatenácti let. Ten v premiérové sezoně 2015/2016 startuje v Ústeckém okresním přeboru.
Své domácí zápasy odehrává klub ve SC SLUNETA s kapacitou 1 200 diváků.

## Soupiska
Aktuální k datu: 11. září 2015
| Číslo |       | Pozice    | Hráč               |
| ----- | ----- | --------- | ------------------ |
|       | Česko | Brankář   | Jakub Marek        |
|       | Česko | Obránce   | Jiří Maštalíř      |
|       | Česko | Obránce   | Tomáš Friedl       |
|       | Česko | Obránce   | Martin Stach       |
|       | Česko | Obránce   | Jaroslav Horvát    |
|       | Česko | Univerzál | Arnošt Černohorský |
|       | Česko | Útočník   | Lukáš Krok         |
|       | Česko | Útočník   | Jan Malec          |
|       | Česko | Útočník   | David Kubala       |
|       | Česko | Útočník   | Jaroslav Paseka    |
|       | Česko | Útočník   | Jan Martínek       |
|       | Česko | Útočník   | Tomáš Štorc        |

## Umístění v jednotlivých sezonách
Zdroj:
Legenda: Z - zápasy, V - výhry, R - remízy, P - porážky, VG - vstřelené góly, OG - obdržené góly, +/- - rozdíl skóre, B - body, červené podbarvení - sestup, zelené podbarvení - postup, světle fialové podbarvení - přesun do jiné soutěže
| Česko (1993 – ) |                                      |                                      |                                                            |                                                            |                                                            |                                                            |                                                            |                                                            |                                                            |                                                            |                                                            |                                                            |
| Sezóny          | Liga                                 | Úroveň                               | Z                                                          | V                                                          | R                                                          | P                                                          | VG                                                         | OG                                                         | +/-                                                        | B                                                          | P. ZČ                                                      | Play-off                                                   |
| 1993            | 1. celostátní liga                   | 1                                    | 11                                                         | 7                                                          | 1                                                          | 3                                                          | 52                                                         | 31                                                         | +21                                                        | 15                                                         | 5.                                                         |                                                            |
| 1993/94         | 1. celostátní liga                   | 1                                    | 30                                                         | 12                                                         | 6                                                          | 12                                                         | 133                                                        | 105                                                        | +28                                                        | 30                                                         | 7.                                                         |                                                            |
| 1994/95         | 1. celostátní liga                   | 1                                    | 30                                                         | 14                                                         | 4                                                          | 12                                                         | 127                                                        | 102                                                        | +25                                                        | 46                                                         | 7.                                                         |                                                            |
| 1995/96         | 1. celostátní liga                   | 1                                    | 30                                                         | 12                                                         | 4                                                          | 14                                                         | 126                                                        | 133                                                        | -7                                                         | 40                                                         | 9.                                                         |                                                            |
| 1996/97         | 1. celostátní liga                   | 1                                    | 30                                                         | 10                                                         | 2                                                          | 18                                                         | 140                                                        | 166                                                        | -26                                                        | 32                                                         | 11.                                                        |                                                            |
| 1997/98         | 1. celostátní liga                   | 1                                    | 30                                                         | 12                                                         | 1                                                          | 17                                                         | 109                                                        | 132                                                        | -23                                                        | 37                                                         | 10.                                                        |                                                            |
| 1998/99         | 1. celostátní liga                   | 1                                    | 30                                                         | 7                                                          | 2                                                          | 21                                                         | 121                                                        | 181                                                        | -60                                                        | 23                                                         | 14.                                                        |                                                            |
| 1999/00         | 2. liga – sk. Západ                  | 2                                    | 30                                                         | 23                                                         | 2                                                          | 5                                                          | 229                                                        | 120                                                        | +109                                                       | 71                                                         | 1.                                                         |                                                            |
| 2000/01         | 2. liga – sk. Západ                  | 2                                    | Klub se odhlásil v průběhu sezóny, výsledky byly anulovány | Klub se odhlásil v průběhu sezóny, výsledky byly anulovány | Klub se odhlásil v průběhu sezóny, výsledky byly anulovány | Klub se odhlásil v průběhu sezóny, výsledky byly anulovány | Klub se odhlásil v průběhu sezóny, výsledky byly anulovány | Klub se odhlásil v průběhu sezóny, výsledky byly anulovány | Klub se odhlásil v průběhu sezóny, výsledky byly anulovány | Klub se odhlásil v průběhu sezóny, výsledky byly anulovány | Klub se odhlásil v průběhu sezóny, výsledky byly anulovány | Klub se odhlásil v průběhu sezóny, výsledky byly anulovány |
| 2001/02         | Klub byl v sezóně 2001/02 neaktivní. | Klub byl v sezóně 2001/02 neaktivní. | Klub byl v sezóně 2001/02 neaktivní.                       | Klub byl v sezóně 2001/02 neaktivní.                       | Klub byl v sezóně 2001/02 neaktivní.                       | Klub byl v sezóně 2001/02 neaktivní.                       | Klub byl v sezóně 2001/02 neaktivní.                       | Klub byl v sezóně 2001/02 neaktivní.                       | Klub byl v sezóně 2001/02 neaktivní.                       | Klub byl v sezóně 2001/02 neaktivní.                       | Klub byl v sezóně 2001/02 neaktivní.                       | Klub byl v sezóně 2001/02 neaktivní.                       |
| 2002/03         | Ústecký okresní přebor               | 5                                    | 26                                                         | 22                                                         | 1                                                          | 3                                                          | 223                                                        | 84                                                         | +139                                                       | 67                                                         | 1.                                                         |                                                            |
| 2003/04         | Ústecký krajský přebor               | 4                                    | 20                                                         | 15                                                         | 1                                                          | 4                                                          | 124                                                        | 72                                                         | +52                                                        | 46                                                         | 2.                                                         |                                                            |
| 2004/05         | Ústecký krajský přebor               | 4                                    | 22                                                         | 16                                                         | 3                                                          | 3                                                          | 149                                                        | 74                                                         | +75                                                        | 51                                                         | 2.                                                         |                                                            |
| 2005/06         | Ústecký krajský přebor               | 4                                    | 20                                                         | 9                                                          | 3                                                          | 8                                                          | 90                                                         | 98                                                         | -8                                                         | 30                                                         | 4.                                                         |                                                            |
| 2006/07         | Ústecký krajský přebor               | 4                                    | 22                                                         | 5                                                          | 5                                                          | 12                                                         | 99                                                         | 135                                                        | -36                                                        | 20                                                         | 10.                                                        |                                                            |
| 2007/08         | Ústecký krajský přebor               | 4                                    | 22                                                         | 13                                                         | 1                                                          | 8                                                          | 103                                                        | 82                                                         | +21                                                        | 40                                                         | 3.                                                         |                                                            |
| 2008/09         | Ústecký krajský přebor               | 4                                    | 21                                                         | 13                                                         | 1                                                          | 7                                                          | 118                                                        | 89                                                         | +29                                                        | 40                                                         | 3.                                                         |                                                            |
| 2009/10         | Ústecký krajský přebor               | 4                                    | 22                                                         | 11                                                         | 3                                                          | 8                                                          | 121                                                        | 89                                                         | +32                                                        | 36                                                         | 5.                                                         |                                                            |
| 2010/11         | Ústecký okresní přebor               | 5                                    | 26                                                         | 19                                                         | 3                                                          | 4                                                          | 151                                                        | 74                                                         | +77                                                        | 60                                                         | 2.                                                         |                                                            |
| 2011/12         | Ústecký krajský přebor               | 4                                    | 20                                                         | 15                                                         | 3                                                          | 2                                                          | 152                                                        | 60                                                         | +92                                                        | 48                                                         | 1.                                                         |                                                            |
| 2012/13         | Divize A                             | 3                                    | 22                                                         | 16                                                         | 3                                                          | 3                                                          | 178                                                        | 82                                                         | +96                                                        | 51                                                         | 1.                                                         |                                                            |
| 2013/14         | 2. liga – sk. Západ                  | 2                                    | 22                                                         | 13                                                         | 1                                                          | 8                                                          | 132                                                        | 106                                                        | +26                                                        | 40                                                         | 5.                                                         |                                                            |
| 2014/15         | 2. liga – sk. Západ                  | 2                                    | 22                                                         | 9                                                          | 0                                                          | 13                                                         | 134                                                        | 132                                                        | +2                                                         | 27                                                         | 8.                                                         |                                                            |
| 2015/16         | 2. liga – sk. Západ                  | 2                                    | 22                                                         | 9                                                          | 5                                                          | 8                                                          | 108                                                        | 122                                                        | -14                                                        | 32                                                         | 9.                                                         |                                                            |
| 2016/17         | 2. liga – sk. Západ                  | 2                                    | 22                                                         |                                                            |                                                            |                                                            |                                                            |                                                            |                                                            |                                                            |                                                            |                                                            |